# Xavier Blond
Xavier Blond (ur. 18 czerwca 1965 w Grenoble) – francuski biathlonista, dwukrotny medalista mistrzostw świata.

## Kariera
Pierwszy sukces w karierze osiągnął w 1985 roku, kiedy na mistrzostwach świata juniorów w Egg zdobył brązowy medal w sztafecie. W Pucharze Świata zadebiutował 16 stycznia 1986 roku w Anterselvie, zajmując 31. miejsce w biegu indywidualnym. Pierwsze punkty zdobył 12 marca 1987 roku w Lillehammer, gdzie był piętnasty w tej samej konkurencji. Nigdy nie stanął na podium indywidualnych zawodów tego cyklu, za to trzykrotnie dokonał tego w zawodach drużynowych. Najlepsze wyniki osiągnął w sezonie 1992/1993, kiedy zajął 28. miejsce w klasyfikacji generalnej.
Na mistrzostwach świata w Mińsku/Oslo/Kontiolahti w 1990 roku wspólnie z Christianem Dumontem, Thierrym Gerbierem i Hervé Flandinem zdobył srebrny medal w sztafecie. Podczas rozgrywanych trzy lata później mistrzostw świata w Borowcu reprezentacja Francji w składzie: Gilles Marguet, Thierry Dusserre, Xavier Blond i Lionel Laurent zajęła trzecie miejsce w biegu drużynowym. Był też między innymi piąty w sztafecie na mistrzostwach świata w Feistritz w 1989 roku.
W 1988 roku wystartował na igrzyskach olimpijskich w Calgary, gdzie w swoim jedynym starcie zajął 56. miejsce w sprincie. Brał też udział w igrzyskach w Albertville cztery lata później, zajmując 45. miejsce w tej konkurencji i szóste w sztafecie.

## Osiągnięcia

### Igrzyska olimpijskie
| Rok  | Miejscowość | Konkurencje | Konkurencje | Konkurencje | Konkurencje | Konkurencje | Konkurencje | Konkurencje |
| Rok  | Miejscowość | IN          | SP          | PU          | MS          | RL          | MR          | SR          |
| ---- | ----------- | ----------- | ----------- | ----------- | ----------- | ----------- | ----------- | ----------- |
| 1988 | Calgary     | –           | 56.         | nd.         | nd.         | –           | nd.         | –           |
| 1992 | Albertville | –           | 45.         | nd.         | nd.         | 6.          | nd.         | –           |

### Mistrzostwa świata
| Rok  | Miejscowość            | Konkurencje | Konkurencje | Konkurencje | Konkurencje | Konkurencje | Konkurencje | Konkurencje |
| Rok  | Miejscowość            | IN          | SP          | PU          | MS          | RL          | MR          | SR          |
| ---- | ---------------------- | ----------- | ----------- | ----------- | ----------- | ----------- | ----------- | ----------- |
| 1986 | Oslo                   | –           | 57.         | nd.         | nd.         | –           | nd.         | –           |
| 1989 | Feistritz              | –           | –           | nd.         | nd.         | 5.          | nd.         | –           |
| 1990 | Mińsk/Oslo/Kontiolahti | –           | 52.         | nd.         | nd.         | 2.          | nd.         | –           |
| 1991 | Lahti                  | –           | 17.         | nd.         | nd.         | 6.          | nd.         | –           |
| 1992 | Nowosybirsk            | nd.         | nd.         | nd.         | nd.         | nd.         | nd.         | –           |
| 1993 | Borowec                | –           | 60.         | nd.         | nd.         | 8.          | nd.         | –           |
| 1994 | Canmore                | nd.         | nd.         | nd.         | nd.         | nd.         | nd.         | –           |

### Puchar Świata

#### Miejsca w klasyfikacji generalnej
| Sezon     | Miejsce |
| --------- | ------- |
| 1985/1986 | -       |
| 1986/1987 | 60.     |
| 1987/1988 | 74.     |
| 1988/1989 | 34.     |
| 1989/1990 | 48.     |
| 1990/1991 | 34.     |
| 1991/1992 | 31.     |
| 1992/1993 | 28.     |
| 1993/1994 | 40.     |

#### Miejsca na podium chronologicznie
Blond nigdy nie stanął na podium indywidualnych zawodów PŚ.